# Armando Tola
Armando Tola Vázquez (Puerto Deseado, 28 de mayo de 1921-El Calafate, 20 de marzo de 2002) fue un piloto de aviación argentino, precursor de la aviación en la Patagonia.
Fue piloto comercial de LADE, FAMA, Aeroposta Argentina y jefe de pilotos en Aerolíneas Argentinas, pasando posteriormente por KLM, Transcontinental y finalizando su carrera en TAR. Se destacó abriendo rutas por instrumento en la cordillera hacia y desde Chile siendo uno de los pioneros en el desarrollo de la aviación comercial privada en la Argentina.
El Aeropuerto Internacional de El Calafate lleva su nombre.

## Biografía
Armando nació el 28 de mayo de 1921 en  Puerto Deseado, en Argentina. Fue el segundo hijo de Silvio Tola, un inmigrante italiano que llegó a Argentina a los trece años, y Josefa Vázquez, una inmigrante andaluza que también había llegado a la región años atrás.
Ese mismo año, por haber participado en las huelgas patagónicas, el padre de Armando, don Silvio Tola, debe huir de Puerto Deseado para salvar su vida, y mantenerse prófugo de las autoridades por varios meses. Sin empleo y por ende su familia pasando un mal momento, instala un pequeño taller mecánico y comienza a recorrer la Patagonia como mecánico de estancias, reparando motores de esquila, automóviles Ford T, calderas y todo lo que requiriese de sus servicios.
De esta manera, el padre de Armando, llegó a convertirse en un hábil mecánico y fue trasmitiéndole todos sus conocimientos a su hijo. Fue así como Armando desarrolló desde muy niño una gran habilidad e ingenio en esa profesión.
Armando comenzó a amar la aviación desde niño, a partir de la admiración que en él despertaban los pioneros de los cielos patagónicos, a los que veía llegar periódicamente al pueblo en los aviones Late 25 de la Aeropostal Francesa, que traían la correspondencia y hasta cinco pasajeros que tuviesen la osadía de volar en ellos.
Es así como, de la mano de su padre, un joven Armando llega a conocer a grandes figuras francesas de esa época: Antoine de Saint Exupery, Jean Mermoz, Guillaumet, y a los pioneros de la aviación comercial argentina: Pedro Luro Cambaceres y Domingo Irigoyen. También por su profesión, su padre se hace amigo del mecánico encargado de la Aeropostale de Puerto Deseado, provocando, ya a los siete años de Armando, que empiece a mamar el espíritu de la aviación.
Al ir creciendo, Armando fue encargándose de cargar equipaje, ayudar en la carga de combustible y, cuando una maquinaria necesitaba de algún tipo de mantenimiento, ayudaba también a los mecánicos en su tarea. Todo esto constituyó una escuela de primer nivel, por la intensa práctica y, especialmente, por el conocimiento que adquirió sobre la aviación de línea y sobre el funcionamiento y mecánica de los aviones de esos años.
Cuando las cosas en su familia empiezan a ir mejor, se mudan a Puerto San Julián donde su padre, para ese entonces ya un afamado mecánico de la región, se desempeña como encargado de mecánicos de la agencia Ford.